# Обручение Польши с морем

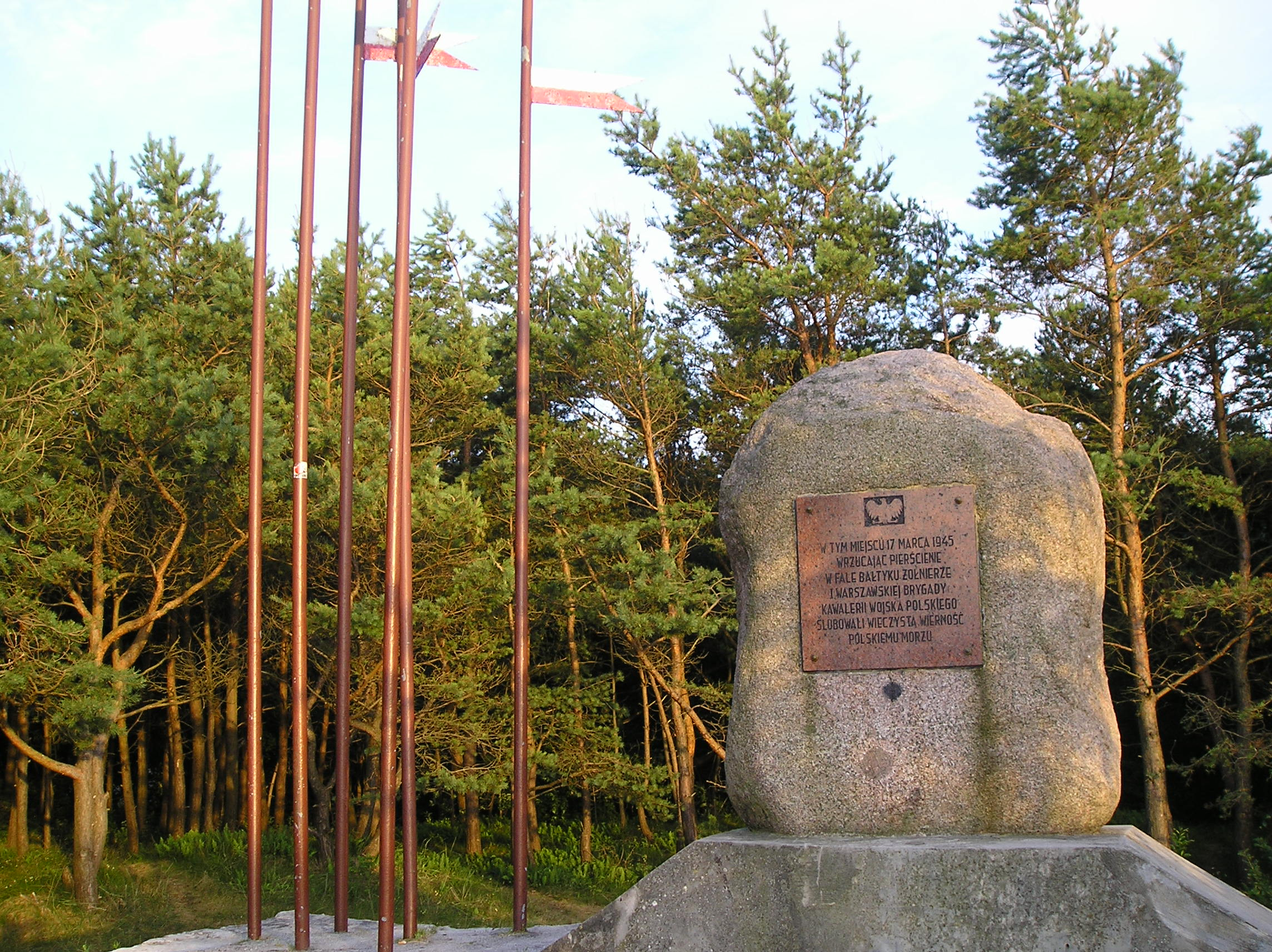
Памятник «Обручение Польши с морем», Мжежино, Польша

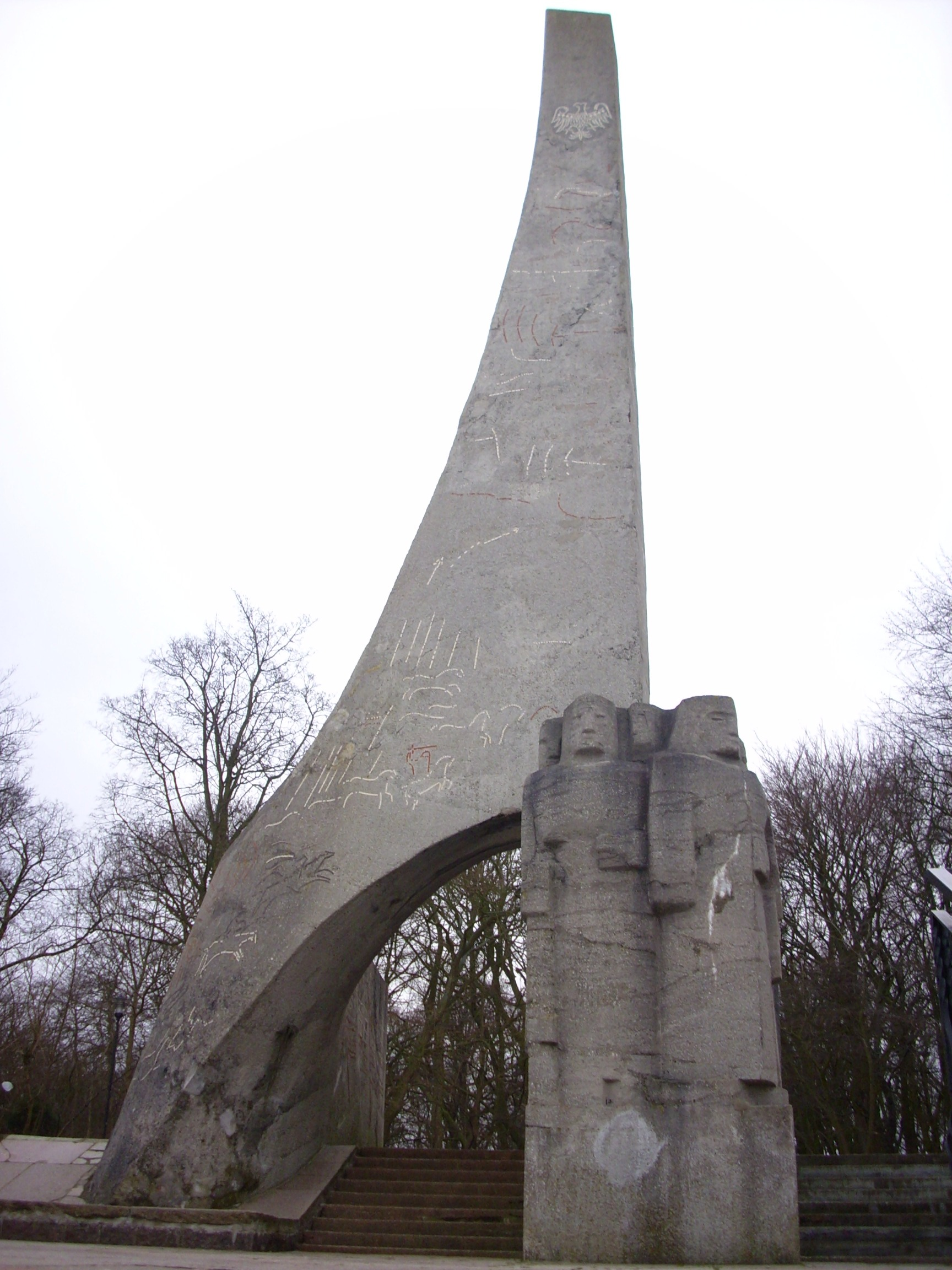
Памятник «Обручение Польши с морем», Колобжег, Польша

Обручения Польши с морем (10 февраля 1920; 17 и 18 марта 1945) — три военно-патриотических церемонии, организованные польскими военными в первой половине XX века с целью подчеркнуть символическую важность восстановления доступа Польши к Балтийскому морю, выход к которому был надолго утрачен после раздела Речи Посполитой в 1793 году.

## История
Несмотря на то, что полабские славяне и мазуры заселили прибалтийские земли ещё в VII—IX веках, они не смогли создать на берегах Балтийского моря своих государственных образований и попали в зависимость от крепнущих немецких государств. Независимая Польша в ранний период своей истории пыталась влиять на периферийные группы балтийских славян из глубин континента, однако в 1018 году польский контроль за Померанией был окончательно утрачен. Начался долгий период германской колонизации Восточной Европы, получивший название «Натиск на Восток». Пруссия, Ливонский орден и Тевтонский орден на долгие века изолировали Речь Посполитую от выхода к Балтийскому бассейну, тормозя развитие страны из-за слабого участия Польши в Балтийской торговле, прибыли от которой контролировали шведский флот и ганзейские купцы. Захват Риги в 1581 году положил конец балтийской изоляции Польши, однако вмешательство Швеции, а затем Российской и Австрийской империй ликвидировали независимость Польши на долгие десятилетия.

## Первое обручение

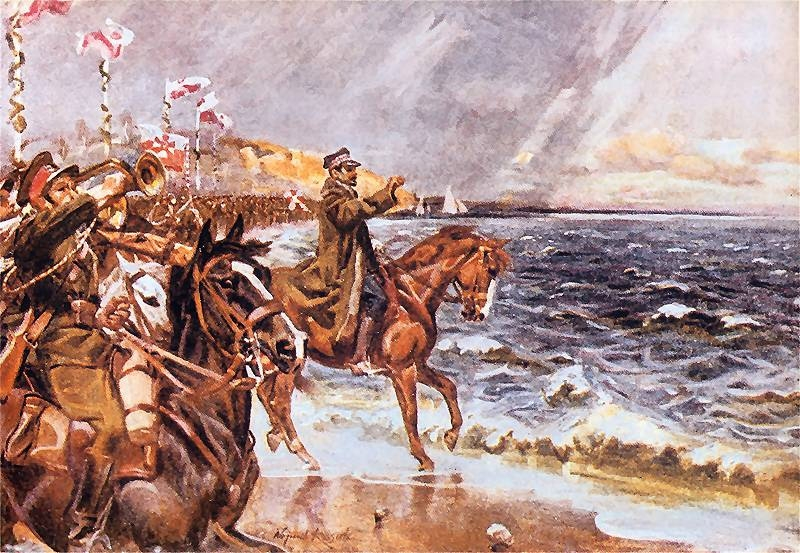
«Обручение Польши с морем», картина В. Коссака

В 1919 году, после поражения Германии в Первой мировой войне, Польша получила небольшой выход к Балтийскому морю с городом-портом Пуцк, у которого и заканчивался так называемый Польский коридор. 10 февраля 1920 года генерал Юзеф Халлер организовал в Пуцке первую «помолвку». Во время церемонии польский военный флаг был погружён в Балтийское море, в то время как командующий продел наконечник в кольцо. Официальные речи в этом и других случаях подчеркнули важность доступа независимой Польши к морю для стимулирования её социально-экономического развития. В эти же годы родился и был частично претворён в жизнь Польский план заморской колонизации. Польское правительство также вынашивало планы создания Восточноевропейской конфедерации Междуморье (территория между Чёрным и Балтийским морями), в которой ведущую роль играла бы Польша.

## Последующие обручения
В 1939 году Польшу вновь лишила выхода к морю нацистская Германия. По условиям международных Ялтинской и Потсдамской конференций в 1945 году, Польше перешёл ряд немецких земель, получивших общее название «Возвращённые территории Польши», и доступ к Балтийскому морю был восстановлен вплоть до Щецина. 17 марта 1945 года польская армия провела обручение в посёлке Мжежино, а на следующий день — в городе Колобжег.